# Europees systeem voor emissiehandel

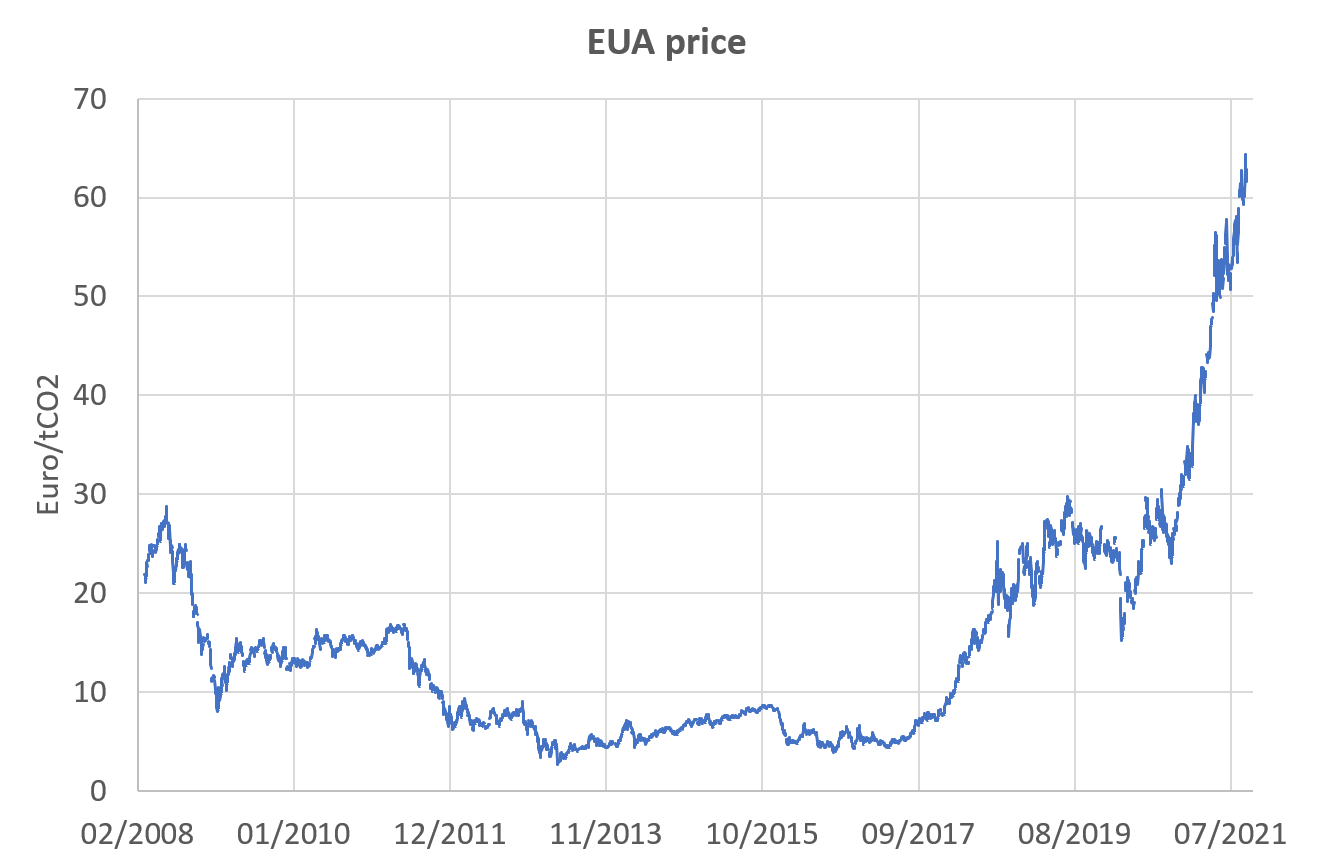
Prijsschommelingen in het EU-ETS tot oktober 2021.

Het Europese systeem voor emissiehandel (afgekort EU ETS, van het Engelse European Union Emissions Trading System) is het eerste grote systeem voor het verhandelen van uitstootrechten van broeikasgassen in de wereld, en is ook de grootste. Het systeem steunt op de Europese richtlijn 2003/87/EC, die meermaals werd gewijzigd en aangevuld, en trad in 2005 in werking om de opwarming van de Aarde tegen te gaan. In 2013 vielen meer dan 11.000 fabrieken, elektriciteitscentrales en andere installaties met een netto warmteoverschot van 20 MW onder het systeem. Deze bevonden zich in de 27 lidstaten van de Europese Unie en in IJsland, Noorwegen en Liechtenstein. De installaties samen zorgen voor ongeveer de helft van de CO2-emissies en 40% van de totale broeikasgasemissies van de EU. 
Het systeem is een 'cap and trade' systeem. Een maximumuitstoot van broeikasgassen die kunnen worden uitgestoten wordt bepaald. Dan worden de rechten om uit te stoten geveild (of in sommige gevallen weggegeven). Vervolgens kunnen bedrijven deze rechten verhandelen. Installaties moeten zelf hun CO2-emissies meten en rapporteren. Wanneer een bedrijf meer uitstoot dan het rechten heeft, moeten er rechten bijgekocht worden. Omgekeerd kan een bedrijf zijn rechten verkopen wanneer het minder uitstoot. Dit zorgt er in theorie voor dat zonder al te veel overheidsinterventie, de goedkoopste methode tot het terugdringen van broeikasgasemissies wordt gevonden. 

## Fases
De loop van het systeem is opgedeeld in vier fases: 
- De eerste fase van het systeem liep van 2005 tot en met 2007. Het doel van deze fase was om het systeem te testen.
- De tweede fase begon in 2008 en heeft gelopen tot en met 2012. In deze fase werd het Joint Implementationsysteem en het Clean Development Mechanism toegevoegd.
- De derde fase liep tot december 2020, dat jaar moest er een afname zijn van 21% in de uitstoot van broeikasgassen. In de derde fase nam de maximale uitstoot onder het EU ETS af met 1,74% per jaar.
- Vanaf 2020 begon de vierde fase, in deze fase diende de uitstoot verder en sneller teruggebracht te worden en werd de maximale uitstoot onder het EU ETS verlaagd met 2,2% per jaar.[4] In het kader van een op 14 juli 2021 uitgebrachte reeks wetgevingsvoorstellen van de Europese Commissie moeten de sectoren die onder EU-ETS vallen, hun emissies met 43% verminderen ten opzichte van de niveaus van 2005. De herziene EU-ETS-richtlijn zal van toepassing zijn voor de periode 2021-2030.[5]

## Veranderingen
Door de jaren heen is het EU ETS veel veranderd. In de derde fase worden bijna alle rechten geveild in plaats van weggegeven, de regels zijn beter geharmoniseerd en een aantal andere broeikasgassen zijn toegevoegd, zoals lachgas en fluorkoolstoffen. In 2012 werd het handelssysteem uitgebreid naar de luchtvaart. De prijs van de rechten voor het uitstoten van broeikasgassen is lager uitgevallen dan verwacht, deels door de kredietcrisis. Als reactie hierop, wordt een aantal uitstootrechten later geveild.